# 行天宮站
25°03′33″N 121°31′59″E / 25.059191°N 121.53317°E

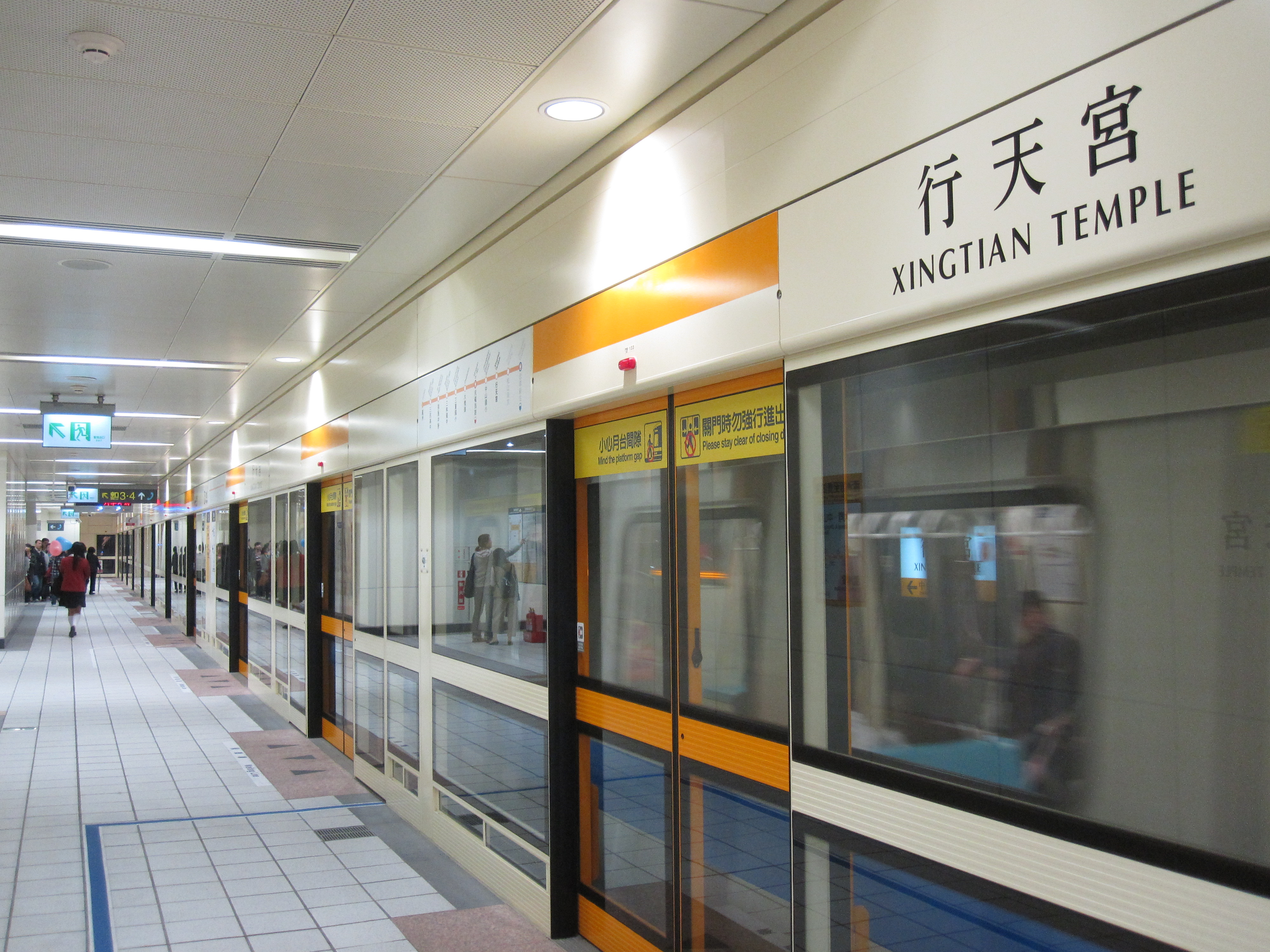
月台

行天宮站位於台灣台北市中山區，為台北捷運中和新蘆線（新莊線）與民生汐止線（規劃中）交會的捷運車站。

## 車站概要
本站位於松江路下埤頭松江里、新子新生里、中子中庄里交界之處，錦州街口與民生東路路口間，本站因行天宮即位於車站東北邊而得名，實際上與行天宮之間尚有一段距離。車站編號的部分，中和新蘆線為O09，民生汐止線為SB03。穿堂層設有公共藝術《國泰民安》。
坊間多將行天宮以台語稱為「恩主公廟」（民眾亦有稱「恩主宮」者，實為誤稱），惟行天宮廟方在廟內的台語廣播是以文讀音讀作「Hîng-thian-kiong」；台北捷運公司向行天宮廟方確認過後，遂以「Hîng-thian-kiong」作為台語站名廣播。

## 車站構造
地下三層車站，設有四座出入口，島式月台一座。

### 車站樓層
| 地面      | 出入口             | 出入口                                          |
| 地下 一樓 | 大廳層             | 車站大廳、詢問處、自動售票機、驗票閘門          |
| 地下 一樓 | 大廳層             | 洗手間                                          |
| 地下 三樓 | 一月台             | ← 中和新蘆線 往迴龍／蘆洲方向（O10 中山國小站） |
| 地下 三樓 | 島式月台，左側開門 |                                                 |
| 地下 三樓 | 二月台             | 中和新蘆線 往南勢角方向（O08 松江南京站）→      |

### 車站出口
出口1、2位於車站南端，出口3、4位於車站北端，無障礙電梯位於出口2。出口2、3、4均有聯合開發大樓。
| 出入口                      | 圖片 | 位置                                       |
| --------------------------- | ---- | ------------------------------------------ |
| 出入口1                     |      | 民生東路（此出口有連接民生松江路口地下道） |
| 出入口2 · 設有電梯          |      | 救國團（與「聯邦大樓佳佳廣場」共構）       |
| 出入口3                     |      | 行天宮（共構大樓）                         |
| 出入口4                     |      | 康華大飯店（共構大樓）                     |
| 註： 設有電梯 \| 設有手扶梯 |      |                                            |

## 歷史
- 2010年11月3日：新莊線行天宮站隨著新莊線「大橋頭－忠孝新生」與蘆洲線「蘆洲－大橋頭」段正式通車而啟用[5]（p. 230）。
- 2012年1月5日：新莊線新北市段「輔大－大橋頭」正式通車，新增「輔大－忠孝新生」營運模式[5]（p. 230）。

## 利用狀況
2024年12月每日約進出56,042人次，在台北捷運系統運量排名第28名。
| 年   | 年間      | 年間      | 年間       | 年間  | 單日平均 | 單日平均 |
| 年   | 上車      | 下車      | 上下車計   | 來源  | 上車     | 上下車   |
| ---- | --------- | --------- | ---------- | ----- | -------- | -------- |
| 2010 | 733,417   | 786,016   | 1,519,433  | [ 6 ] | 12,431   | 25,753   |
| 2011 | 4,113,602 | 4,473,624 | 8,587,226  | [ 6 ] | 11,270   | 23,527   |
| 2012 | 5,723,488 | 6,211,551 | 11,935,039 | [ 6 ] | 15,638   | 32,609   |
| 2013 | 7,406,048 | 7,950,214 | 15,356,262 | [ 6 ] | 20,291   | 42,072   |
| 2014 | 8,301,634 | 8,831,753 | 17,133,387 | [ 6 ] | 22,744   | 46,941   |
| 2015 | 8,640,620 | 9,074,712 | 17,715,332 | [ 6 ] | 23,673   | 48,535   |
| 2016 | 9,198,722 | 9,559,055 | 18,757,777 | [ 6 ] | 25,133   | 51,251   |
| 2017 | 9,350,029 | 9,710,481 | 19,060,510 | [ 6 ] | 25,617   | 52,221   |
| 2018 | 9,640,002 | 9,992,813 | 19,632,815 | [ 6 ] | 26,411   | 53,789   |

## 公共藝術
本站於穿堂層的牆面設有陶瓷公共藝術作品「國泰民安」。

## 車站周邊
| |                                                                                                |
| - 行天宮 - 行天宮商場 - 臺北市立大同高級中學 - 中國廣播公司 - 臺北市公共自行車租賃系統 - 捷運天宮站(1號出口) - 捷運天宮站(3號出口) - 捷運天宮站(4號出口) - 亞都麗緻大飯店 | - 中央通訊社 - 榮民工程公司 - 中華民國勞動部 - 長榮海運 - 臺北市第一殯儀館 - 國道1號圓山交流道 |

## 公車資訊
| 編號         | 經營業者           | 區間                         | 備註                                   | 路線圖 |
| ------------ | ------------------ | ---------------------------- | -------------------------------------- | ------ |
| 5            | 大都會客運         | 中和－行天宮                 |                                        |        |
| 26           | 首都客運           | 社子－行天宮                 |                                        |        |
| 41           | 大都會客運         | 北士科－捷運大安站           |                                        |        |
| 49           | 大都會客運         | 建國北路－東園               |                                        |        |
| 72           | 光華巴士           | 麟光－大直                   |                                        |        |
| 109          | 大都會客運         | 萬芳社區－陽明山第二停車場   | 例假日行駛。                           |        |
| 203          | 中興巴士、光華巴士 | 天母－汐止社后               |                                        |        |
| 214          | 中興巴士           | 中和－內湖                   | 不進松山機場公車候車月台。             |        |
| 214直        | 中興巴士           | 中和－松山機場               |                                        |        |
| 222          | 大都會客運         | 內湖－衡陽路                 |                                        |        |
| 226          | 首都客運           | 三重－吳興街                 |                                        |        |
| 277          | 大都會客運         | 松德－榮總                   |                                        |        |
| 279          | 光華巴士、中興巴士 | 天母－內湖焚化爐             |                                        |        |
| 280          | 中興巴士           | 天母－公館                   |                                        |        |
| 280直        | 中興巴士           | 天母－公館                   | 行經新生高架道路 例假日停駛。          |        |
| 612          | 大都會客運         | 松德－大同之家               |                                        |        |
| 638          | 三重客運           | 五股－捷運南京復興站         | 屬於新北市區公車。                     |        |
| 643          | 新店客運           | 錦繡－復興北村               | 返程行經捷運中山國中站、民生東路。     |        |
| 676          | 指南客運           | 動物園－行天宮               |                                        |        |
| 945          | 三重客運           | 林口－松山機場               | 屬於新北市區公車。                     |        |
| 民生幹線     | 首都客運           | 麥帥新城－圓環               | 原518                                  |        |
| 松江新生幹線 | 新店客運           | 青潭－復興北村               | 返程行經民權東路，原642                |        |
| 紅57         | 首都客運、台北客運 | 捷運科技大樓站－捷運行天宮站 |                                        |        |
| 9069         | 指南客運、中壢客運 | 桃園－南港轉運站             | 屬於國道客運。                         |        |
| 跳蛙公車     | 三重客運           | 林口醒吾科大－台北長庚醫院   | 本站僅提供下客服務，屬於新北市區公車。 |        |

## 腳註

### 來源資料
1. 1 2  . 臺北大眾捷運股份有限公司. 2021-01-15.
2. ↑  . 中央研究院人文社會科學研究中心 地理資訊科學研究專題中心.   [2019-07-30]. （原始内容存档于2019-06-30）. 日治行政區_街庄(1900年代)
3. ↑  行天宮位於民權東路與松江路交叉處，而本站位於錦州街與民生東路之間。
4. ↑  新莊線行天宮站.捷運報導第209期 （页面存档备份，存于）
5. 1 2  徐榮崇. . 臺北市文獻委員會. 2015年12月  [2020-01-05]. ISBN 9789860469875. （原始内容存档于2020-12-07）. 國家圖書館
6. ↑  臺北捷運公司. . 2019-02-26  [2019-08-10]. （原始内容存档于2020-11-28）. 臺北市統計資料庫查詢系統
7. ↑  . 臺北市政府捷運工程局.   [2023-11-27].

## 外部連結
- 臺北大眾捷運股份有限公司 （页面存档备份，存于）
- 臺北市政府捷運工程局 （页面存档备份，存于）
- 行天宮站位置圖（台北捷運公司） （页面存档备份，存于）
- 行天宮站車站剖面相關位置圖（台北捷運公司） （页面存档备份，存于）
- 販賣店現況 （页面存档备份，存于）
- 臺北市商業處-商圈介紹-吉林路美食 （页面存档备份，存于）